# Maciej Berbeka
Maciej Berbeka (17. října 1954 – 6. března 2013) byl polský horolezec.
Působil jako člen horské služby v Tatrách. Úspěšně vystoupil na čtyři osmitisícovky. Z toho na Manáslu v roce 1984 (spolulezec Ryszard Gajewski) a na Čo Oju o rok později (spolulezec Maciej Pawlikowski) vystoupil jako první člověk v zimě. V roce 1988 jako první člověk v historii vystoupil v Karákoramu nad hranici 8000 metrů v zimě, když během polského pokusu o zimní prvovýstup na K2 zdolal předvrchol Broad Peaku (8028 m). Zdolal také Annapurnu a Mount Everest. Neúspěšně se účastnil polské zimní výpravy na Nanga Parbat.

## Úspěšné výstupy na osmitisícovky
- 1984 Annapurna (8091 m)
- 1984 Manáslu (8162 m) - zimní výstup
- 1985 Čo Oju (8201 m) - zimní prvovýstup J stěnou
- 1988 Broad Peak (předvrchol - 8027 m) - zimní výstup
- 1993 Mount Everest (8849 m)
- 2013 Broad Peak (8047 m) - zimní výstup (během sestupu zemřel)